# Бања Роге
Бања Роге или Рошка бања, налази се атару села Роге, у близини Пожеге од које је удаљена око 14km. Рошка бања је смештена од центра села 1,5km, на једној заравњеној површини око које се уздижу падине планине Благаје (844 m) на северу и Градине на западу, а на удаљености од око 500m протиче река Велики Рзав.
Према причи мештана извор Роге је познат још из турског доба, а наводно је пре Другог светског рата овде била бања, као и да су 1950. године у оквиру пожешког рекреативног центра, на месту претходно уништене бање изграђена нова бања Роге која је радила до 90-их година 20. века.

## Бања данас
Изнад извора подигнута је матална конструкција дименције 5x10m која представља импровизовану бању. Унутар овог металног објекта налази се извор Роге које је каптиран и од кога се вода прелива у два омалена проточна базена (мушки и женски) постављена један до другог, па у поток који се улива у реку Велики Рзав.

## Анализа воде
На основу комплетних резултата испитивања минералне воде из бање, закључено је да по својим физичко – хемијским карактеристикама она припада категорији калцијум, магнезијум хидрокарбонатних, олигоминералних, слабо сулфидних хипотермија.
- Органолептички: вода је бистра, без боје, мириса и укуса.
- Физички, физичко-хемијски и основни хемијски резултати:

- Температура испитиване воде била је 26,1°C при температури ваздуха 26°C што је сврстава у категорију хипотермалних вода,
-  вредност од 7,1 ова вода даје неутралне реакције,

- Минерализација : укупна минерализација је 0,4058 гр/л а суви остатак на 180°C је 0,248 гр/л према коме ова вода припада слабо минерализованим, олигоминералним водама
- Резултати хемијских анализа:

- Катјони: међу катјонима доминирају јони магнезијума Mg++ заступљени са 54,0597 миливал % и јони калцијума Ca++ са 41,0687 миливал %
- Анјони: у анјонском саставу најдоминантнији су јони ходрокарбоната HCО3 заступљени су чак 93,411 миливал %
- Слаби електролити: вредности метаборне и метасилицијумове киселине се у границама нормале.
- Растворени гасови: регистрована је мала количина раствореног лековитог гаса водоник сулфида H2S близу ½ мг/л.

- Физички активни метали, металоиди. Неметали су псеудометали. Сви горенаведени испитивани елементи су присутни у малим количинама које су у границама дозвољених вредности.
- Радиоактивност:

Према измереним вредностима укупне алфа и бета активности као и гамаспетрометријског испитивања (Cs137, Cs134, К40, U238, Rа226 i Rа228) закључује се да су вредности измерене радиоактивности у сагласности са законским прописима (Сл.л. СРЈ бр 9/1999 И Сл.л. СРЈ бр 53/2005) те се ова вода може користити у балнеолошке сврхе.